# Helena (Tochter Konstantins des Großen)

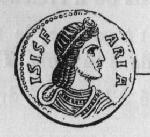
Helena auf einer römischen Münze

Helena (* vor 326; † Ende 360), mit vollständigem Namen Flavia Helena, war als Tochter Konstantins des Großen (römischer Kaiser 306–337) Mitglied der von ihm begründeten konstantinischen Dynastie. Im Jahr 355 heiratete sie den späteren Kaiser Julian.

## Zeitgeschichtlicher Hintergrund
Das Römische Reich durchlief zu Beginn des 4. Jahrhunderts einen tiefgreifenden Wandel. Helenas Vater Konstantin hatte sich in den Nachfolgekämpfen, die mit dem Ende der von Kaiser Diokletian begründeten Tetrarchie ausbrachen, durchgesetzt und begründete so die konstantinische Dynastie, deren letztes Mitglied Helenas späterer Ehemann Julian war. Konstantin leitete die konstantinische Wende hin zum Christentum ein und verlegte 330 die Residenz des römischen Kaisers nach Konstantinopel. Er starb im Mai 337. Während der Wirren nach seinem Tod kam es zu einer Reihe von Morden.
Die Nachfolge Konstantins übernahmen dessen Söhne Konstantin II., Constantius II. und Constans. Konstantin II. starb bereits 340, als er versuchte, seinen jüngeren Bruder Constans anzugreifen. Dieser fiel 350 im Kampf gegen den Usurpator Magnentius. Constantius II. setzte nun Julians Bruder Gallus als Unterkaiser (Caesar) für den Osten des Reiches ein. Gallus leistete sich jedoch diverse innenpolitische Missgriffe und wurde schließlich von Constantius II. in den Westen gelockt, dort inhaftiert und schließlich hingerichtet.

## Leben

### Geburt und Hochzeit mit Julian
Helena wurde als Tochter Konstantins und seiner Frau Fausta geboren, ihre Geschwister waren die drei späteren Kaiser Konstantin, Constantius und Constans sowie die Schwester Constantina. Helena wurde nach ihrer Großmutter Helena benannt. Sie war die jüngste Tochter Konstantins – ob sie vor 323, das heißt noch vor dem jüngsten Bruder Constans, oder nach Constans und vor dem Tod ihrer Mutter 326 zur Welt kam, ist unsicher.

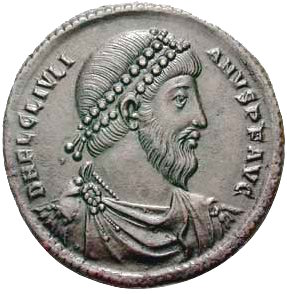
Kaiser Julian, der Mann Helenas, auf einer Bronzemünze (ca. 360–363)

Im Jahr 355 verheiratete ihr Bruder Constantius sie mit Julian, ihrem Cousin, den er kurz zuvor, am 6. November 355, zum Caesar ernannt hatte. Die Hochzeit fand in Mediolanum (heute Mailand) statt. Mit Julian siedelte sie nach Gallien über, wo sie schwanger wurde. Der Sohn starb allerdings nach der Geburt. Angeblich hatte Eusebia, die Frau des Constantius, eine Hebamme damit beauftragt, das Kind direkt nach der Geburt zu töten. Weitere Schwangerschaften habe sie durch Gift verhindert, um Julian um seinen potenziellen Nachfolger zu bringen. Als Constantius 357 Rom besuchte, hielt sie sich am Hof des Kaisers auf. In Köln errichtete sie mit Julian die Kirche St. Gereon, die heute aber oft zu Unrecht ihrer gleichnamigen Großmutter zugeschrieben wird.

### Tod Helenas
Helena war anwesend, als ihr Mann im Februar/März 360 in Lutetia (Paris) von seinen Soldaten zum Augustus ausgerufen wurde. Doch schon im Winter darauf starb sie während der Quinquennalien, der Feier zu Julians fünfjährigem Regierungsjubiläum. Es kann vermutet werden, dass sie bei einer weiteren Fehlgeburt starb, Beweise dafür gibt es jedoch nicht. Nach dem Tod Eusebias, die bereits Anfang 360 verstorben war, war Helena die letzte Verbindung im gespannten Verhältnis zwischen Julian und ihrem Bruder Constantius gewesen.
Helena wurde zusammen mit ihrer Schwester Constantina an der Via Nomentana bei Rom begraben. Später wurde ihr Grab von Kaiser Theodosius I. nach Konstantinopel überführt, wo sie neben ihrem Mann ihre letzte Ruhestätte fand.
Helena wird als fromme Katholikin beschrieben, weshalb ihr Verhältnis zu Julian, der als überzeugter Heide den Vormarsch des Christentums rückgängig machen wollte, durchaus problematisch gewesen sein könnte. So kamen nach ihrem Tod Gerüchte auf, Julian habe sie vergiften lassen. Ein weiterer Grund für die eher unglückliche Ehe scheint gewesen zu sein, dass Julian wohl stets seine Freunde und seine Bildung für wichtiger hielt als seine Frau.